# St. Barbara (Kollanowitz)

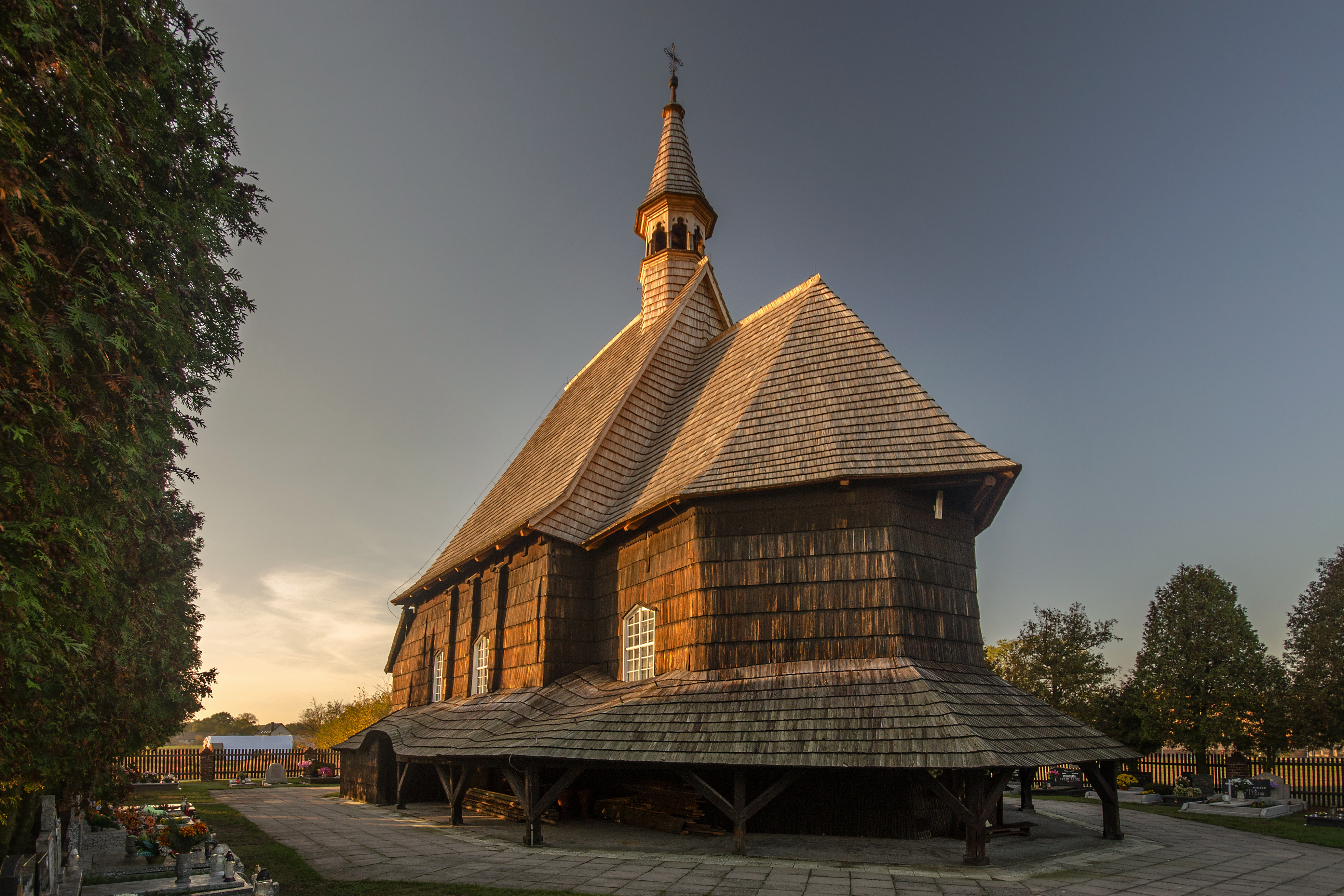
Südöstliche Ansicht der St. Barbarakirche

Die römisch-katholische Schrotholzkirche St. Barbara ist eine Kirche im nördlich von Oppeln gelegenen Dorf Kollanowitz. Bis 1811 stand diese am damaligen Beuthener Tor (heute: Plac Wolności) in Oppeln, bis sie 1812 nach Kollanowitz kam. Sie gehört heute zum Holzarchitekturweg im Oppelner Land. 

## Geschichte

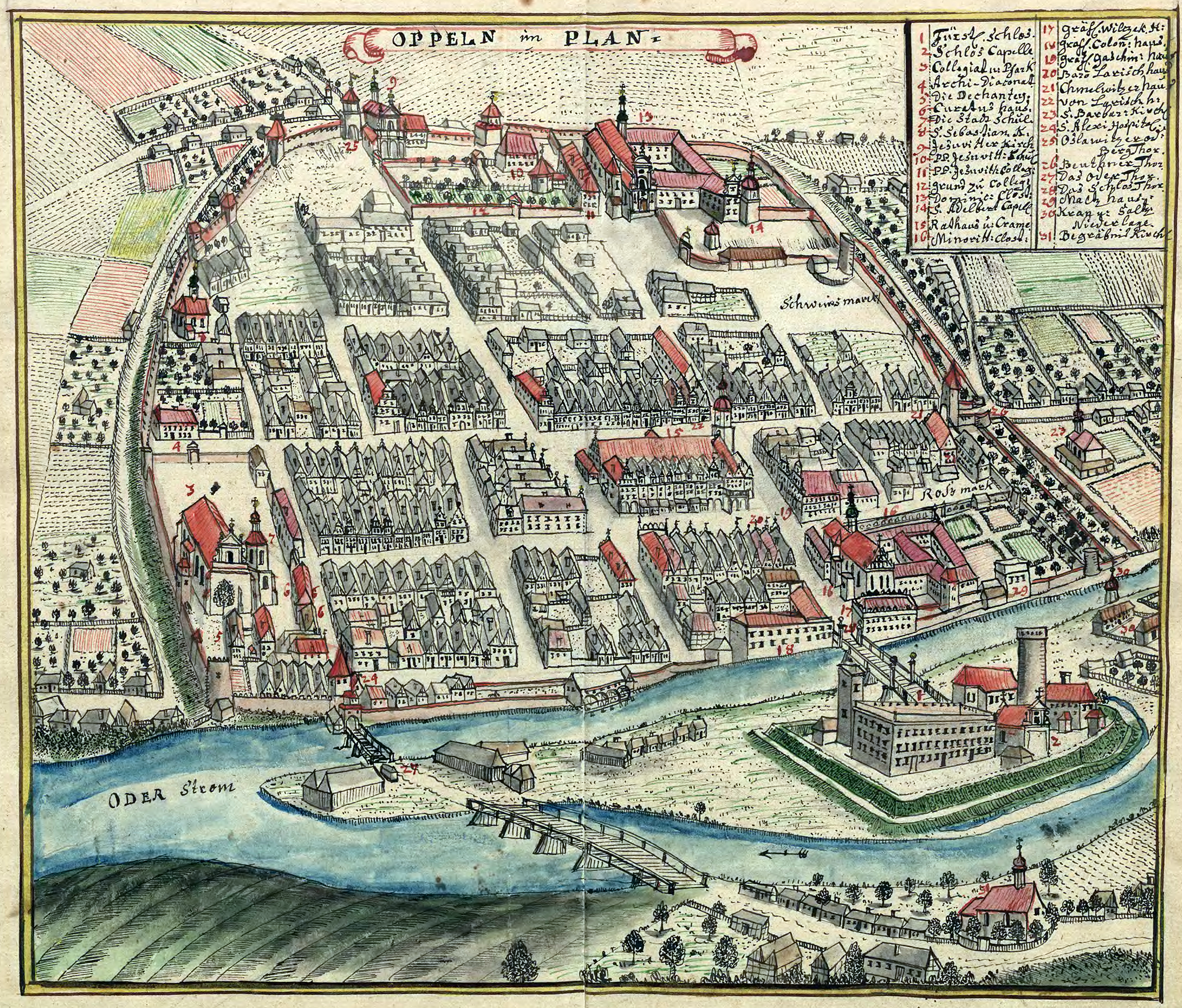
Alte Ansicht von Oppeln aus der Mitte des 18. Jahrhunderts - Rechts ist außerhalb der Stadtmauer die St. Barbarakirche zu erkennen (23)

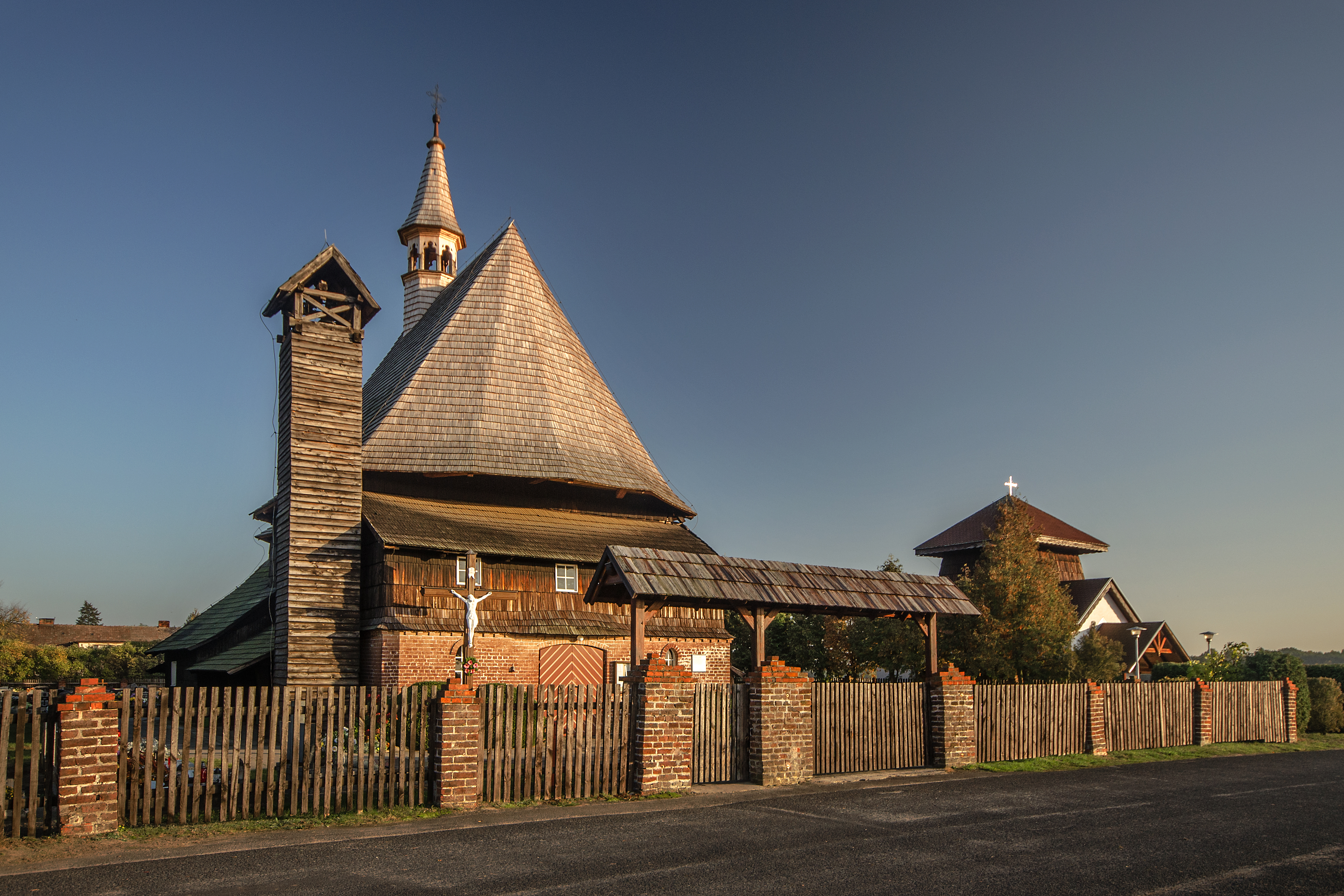
Straßenfront der Kirche

### Vorgeschichte
Der Oppelner Herzog Nikolaus I. und seine Gemahlin ließen 1473 auf einem Grundstück außerhalb der Stadtmauern am Beuthener Tor mit päpstlicher Zustimmung ein Kloster für Bernhardiner-Minoriten erbauen. Eine Kirche wurde im gleichen Jahr erbaut und der Heiligen Barbara geweiht. Das Kloster wurde wiederum 1516 aufgrund eines Streites zwischen dem Kloster und dem damaligen Niederkloster, welches die Franziskaner bewohnten, auf Aufforderung von Papst Leo X. abgerissen. Die Kirche blieb jedoch erhalten. Im Jahr 1603 wird über einen desolaten Zustand der Kirche berichtet, weitere Renovierungsarbeiten wurden jedoch nicht durchgeführt. 1643 wird im Kirchenvisitationsbericht der Fürstentümer Oppeln und Ratibor über die Beschädigung der Kirche durch den Feind berichtet. 

### Heutiger Kirchenbau
1678 erfolgte der Kirchenneubau, der noch bis heute erhalten ist. Um die Schrotholzkirche herum befand sich ein Gemüsegarten, der teilweise im Laufe der Zeit auch als Friedhof genutzt wurde.
Während der Säkularisation 1811 kam es zu einer Bestandsaufnahme der Kirche. So besaß sie im Inneren drei Altäre, eine Kanzel, eine Glocke im Turm sowie ein Bildnis der Heiligen Barbara und des Erbauers Adam Anet. Da die Kirche erneut in einem schlechten Zustand war und die Stadt Oppeln die Renovierungsarbeiten nicht bezahlen wollte, wurde zunächst ein Abriss beschlossen. 1811 erwarb jedoch die Gemeinde Kollanowitz das Gotteshaus für 33 Taler und rettete so das Gotteshaus vor dem Abriss. Im Sommer des gleichen Jahres wurde die Schrotholzkirche abgebaut und zunächst eingelagert. Durch Verzögerungen im Abbau und der Lieferung kam es zur anderweitigen Nutzungen einiger Balken, die daraufhin beim Wiederaufbau ersetzt werden mussten. Im Jahr 1812 wurde die Kirche südlich des Ortskerns am Friedhof an der heutigen Ulica Szkolna aufgebaut und am 19. Dezember 1812 feierlich eingeweiht. 
Seit dem 1. April 1964 steht die Kirche unter Denkmalschutz. 1978 erhielt die Kirche einen neuen Kirchturm. 1989 wurde das Dach sowie der Zaun erneuert. Heute gehört die Kirche zur Pfarrgemeinde Osowiec-Wengern (poln. Parafia Węgry-Osowiec).